# 大滝楽舎
大滝楽舎（おおたきがくしゃ、Otaki Gakusha）は、新潟県・佐渡市羽茂大崎にある郷土文化資料館である。地域おこしの一環としてボランティア市民団体南佐渡移住者お世話本部が運営しており、佐渡島内外の地域コミュニティとしても機能している。

## 概要
2011年（平成23年）8月に設立・開所。明治初期から昭和初期にかけての南佐渡地方の芸能や風俗を記録した民俗資料、民芸品、装飾品、衣服、竹細工や藁細工による玩具等が展示されている。特に、民俗学の考察において参考となる明治初期の記録写真、羽茂大崎集落に伝わる伝統工芸品が充実しており、文楽として重要無形民俗文化財の一つである「文弥人形」の木彫人形や史料も展示されている。
佐渡島外（県外）、佐渡市中からの訪問者が多く地域コミュニティとしても活動を行っており、文弥人形公演、演劇公演や試写会、作家を招聘しての作品展覧会なども定期的に開催している。地元の産物を販売する即売所を併設している。
建物
2010年に閉校となった佐渡市立大滝小学校の旧校舎を利用している。
展示物・催し物等
- 明治の写真と大崎・佐渡の文化展
- ジョニー・ウェルズ絵画展
- 菊地靖晴写真展「小木海岸のジオパーク」
- 木田恵美子写真展「佐渡の縄文杉」
- 西博司写真展「Iターンから見た佐渡」
- 清水重蔵「佐渡の女」
- 名畑力木工展「桐の家具」
- 牛木実　トキ写真展「朱鷺の四季」
- 東日本大震災チャリティ・手作り品即売

(開催期間終了の催しも含む)

## 施設
- 郷土文化・民俗資料展示室
- 地元産工芸品・玩具 即売所

## 利用情報
- 開館時間：10:00～16:00 (毎週月曜日定休)
- 入館料：無料（要事前確認）、ただし施設を利用する場合は使用料が必要である。
- 交通アクセス：新潟交通バス 度津線（わたつせん）「大滝学校前」停留所 徒歩4分。両津港から車で1時間20分（国道350号線から県道456号線、81号線を利用）

## 所在地
- 〒952-0502 新潟県佐渡市羽茂大崎2184

## 周辺情報
- 羽茂城
- 度津神社
- ちょぼくり